# Paragia morosa
Paragia morosa är en stekelart som beskrevs av Smith 1868. Paragia morosa ingår i släktet Paragia och familjen Masaridae. Inga underarter finns listade i Catalogue of Life.